# Josepha Ursula von Herding

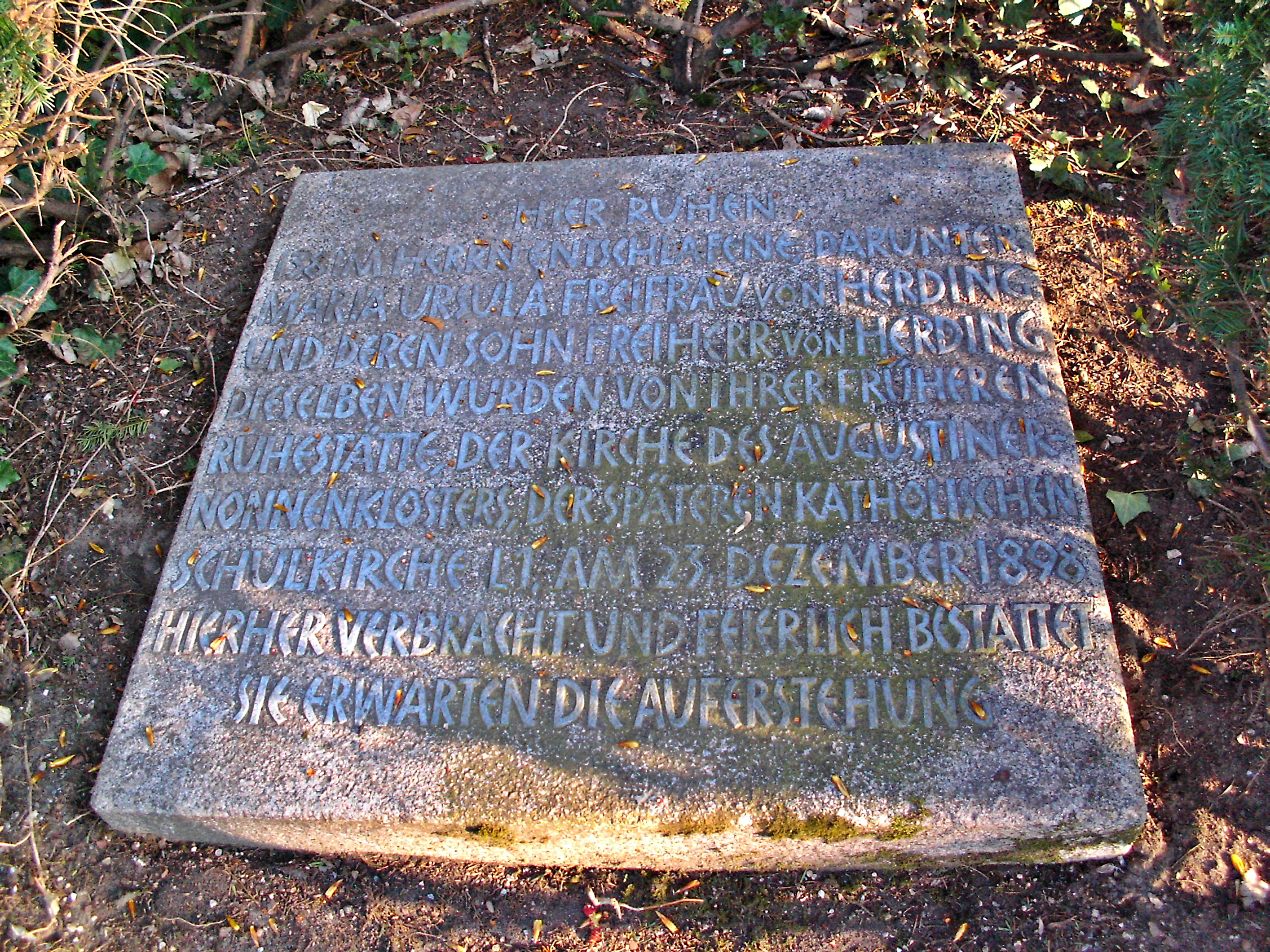
Grabplatte auf dem Hauptfriedhof Mannheim

Josepha Ursula von Herding (* 1780 in Mannheim; † 24. November 1849 ebenda) war eine lokalgeschichtlich bedeutsame kurpfälzische bzw. bayerische Adelige.

## Biografie und Familie
Sie wurde geboren als Josepha Ursula von St. Martin (öfter auch de Saint Martin). Ihr Vater, der französische Graf Claude de Saint Martin (1729–1799), hatte sich in Mannheim niedergelassen und betrieb dort seit 1764 die staatlich monopolisierte Lotterie. Die Mutter, Ursula de Saint Martin geb. von Verschaffelt († 1780), war die Tochter des kurpfälzischen Hofbildhauers Peter Anton von Verschaffelt (1710–1793). Von beiden Eltern existieren bemerkenswerte Grabmäler in der Heilig-Geist-Kirche (Mannheim), welche bei der Profanierung der Augustiner-Chorfrauen-Kirche Mannheim dorthin übertragen wurden; das der Mutter stammt von Peter Anton von Verschaffelt selbst.

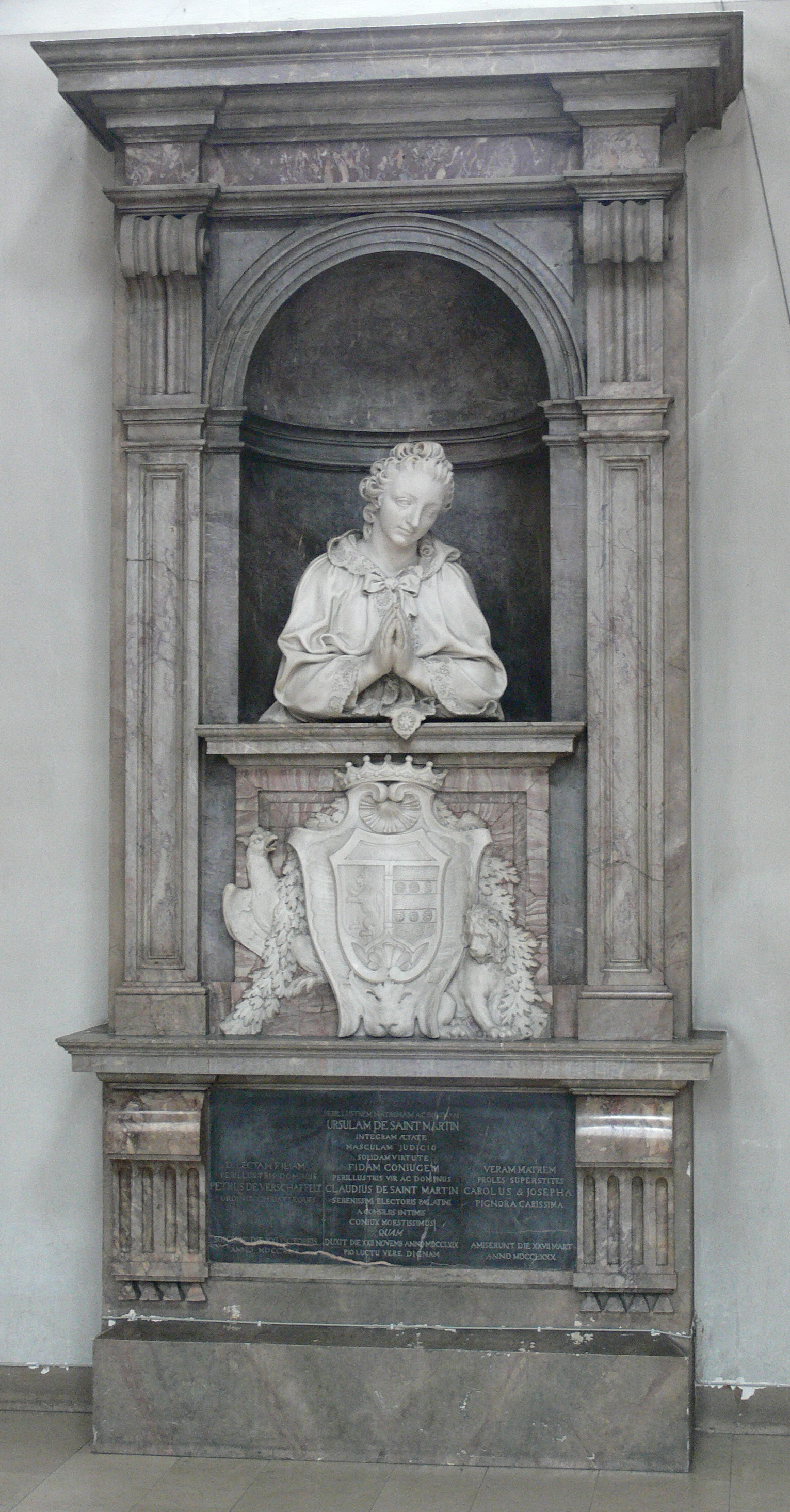
Grabmal der Mutter
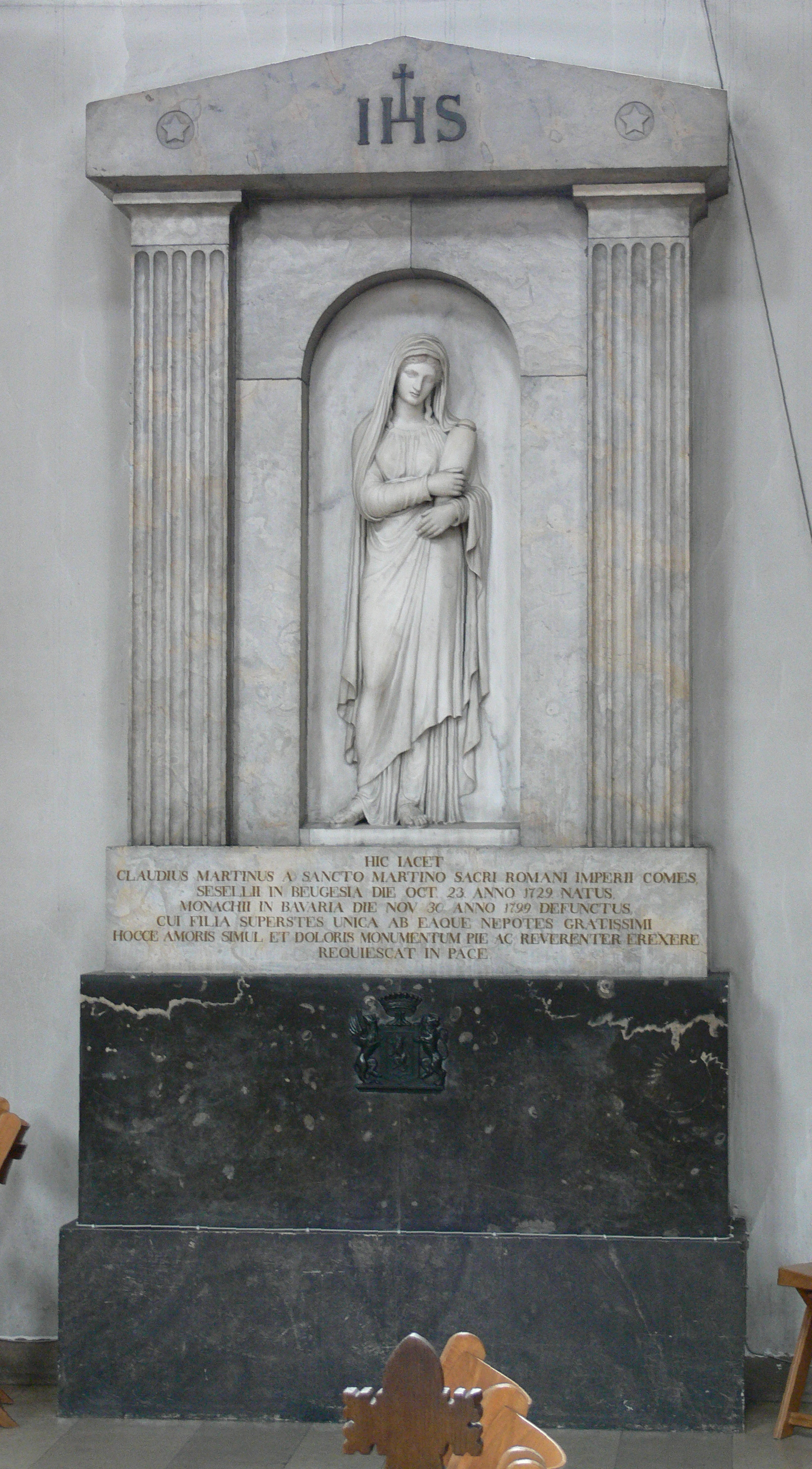
Grabmal des Vaters

Josepha Ursula von St. Martin hatte den Freiherrn Nikolaus Casimir von Herding geehelicht, früher Generaladjutant des Kurfürsten Karl Theodor, später bayerischer Kammerherr, Generalleutnant und Obersthofmeister der Königin Karoline von Bayern. Er starb bereits 1811 und seine Frau lebte von nun an als Witwe.

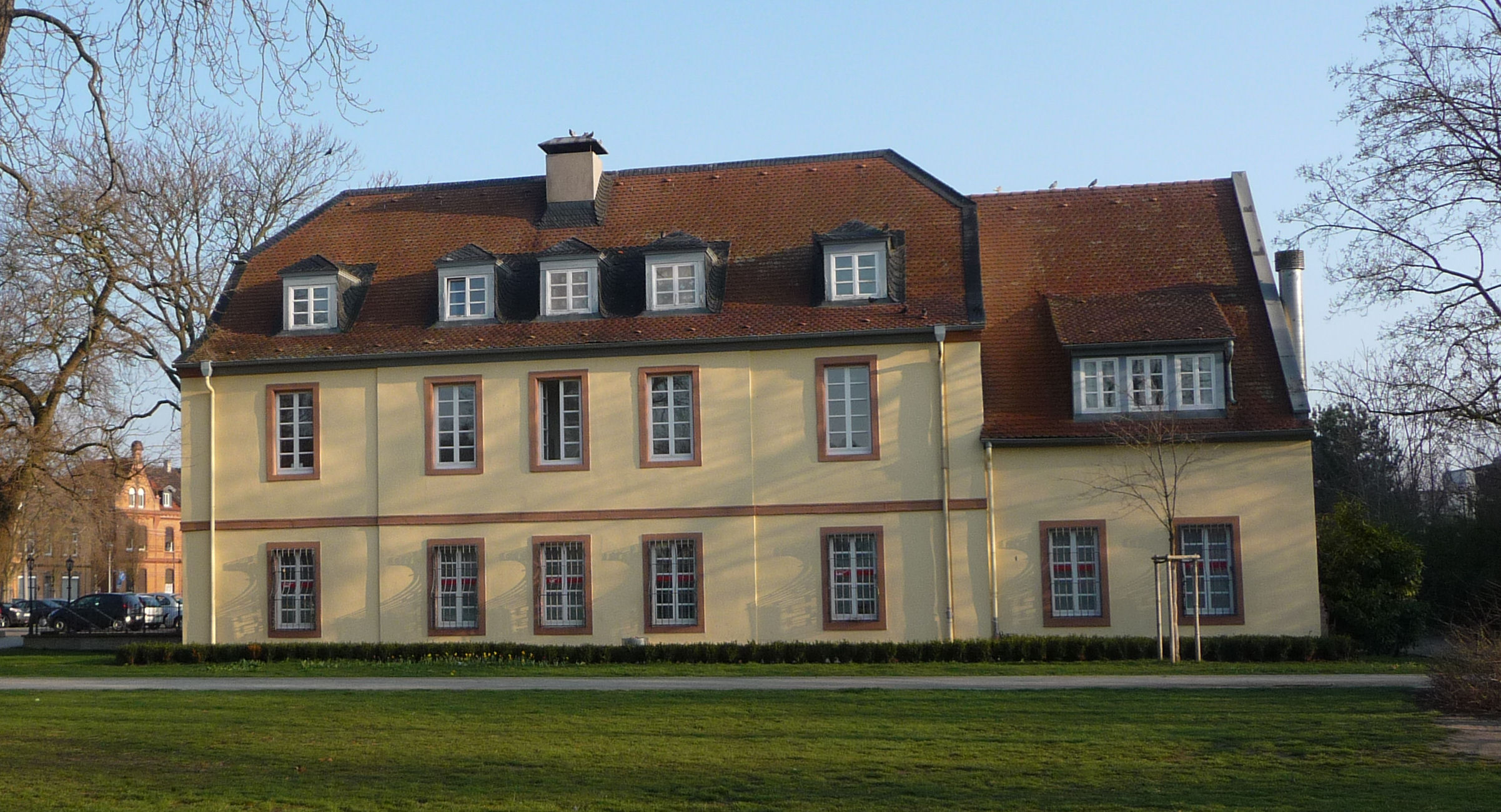
Schlossgut Mundenheim

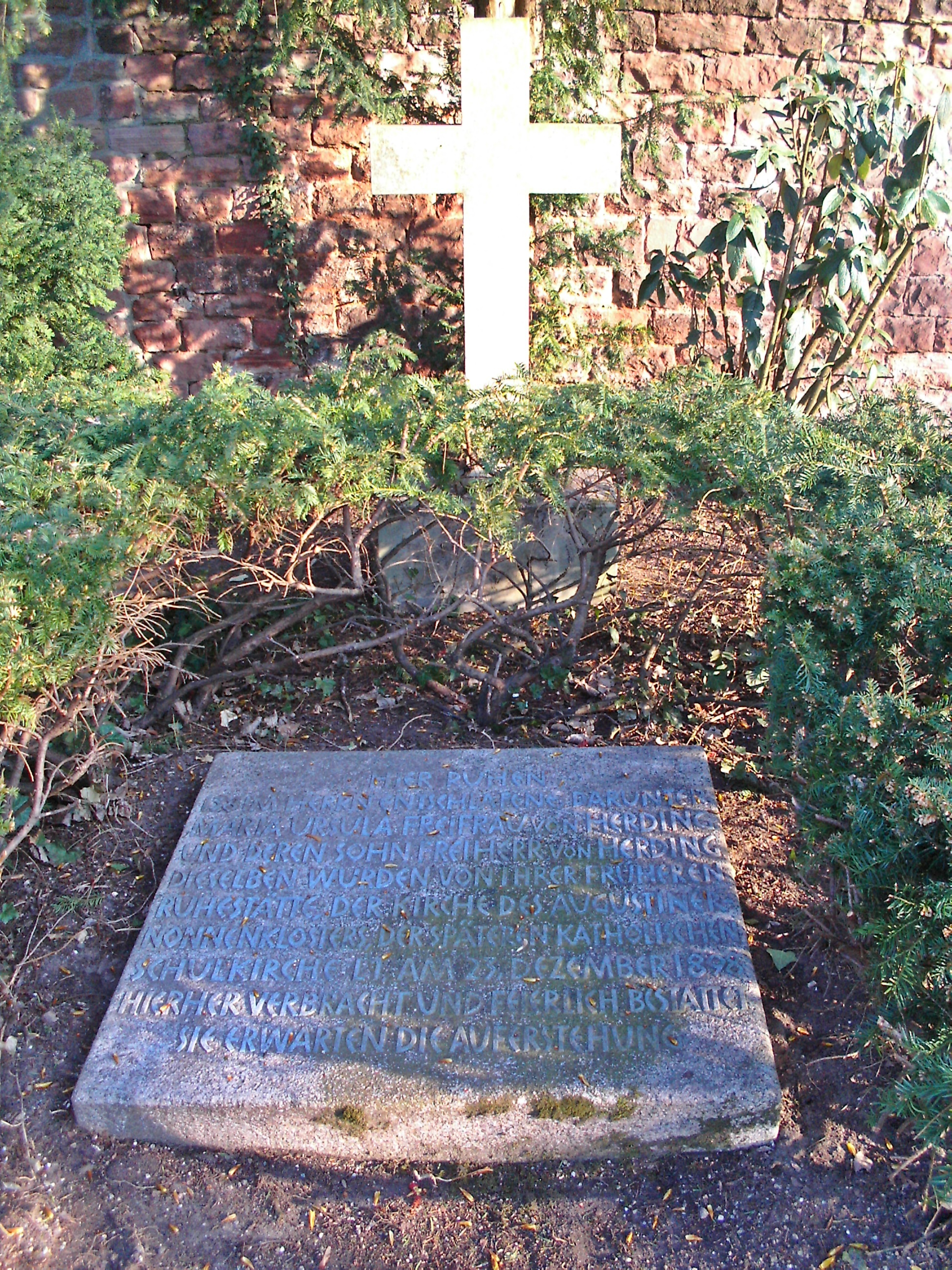
Grabstätte Hauptfriedhof Mannheim

Sie war eine fromme Katholikin und sehr wohltätig. Im Winter bewohnte sie ihr Elternhaus in Mannheim, im Sommer jedoch das Schlossgut des Freiherrn Peter Emanuel von Zedtwitz in Mundenheim, das sie 1814 zusammen mit sechs Rheininseln von seiner verstorbenen Witwe, ihrer Schwägerin Magdalena von Zedtwitz geb. von Herding, als nächste lebende Verwandte geerbt hatte. Dort erhielt sie öfter Besuch von der befreundeten Großherzogin Stéphanie von Baden, jedoch auch mehrfach von König Ludwig I. von Bayern. Auch 1844 kam der Monarch zu ihr, als er das nahegelegene Kloster Oggersheim wiederaufleben ließ, dessen prachtvolle Kirche einst ihr Großvater Peter Anton von Verschaffelt erbaut hatte. Zu dem Kloster pflegte Josepha Ursula von Herding einen engen freundschaftlichen Kontakt. Anlässlich seines Pfalzbesuchs von 1845 nahm König Ludwig am 3. Juni bei ihr in Mundenheim das Mittagessen ein.
Aus ihrer Ehe hatte sie die Tochter Maria Magdalena (1789–1859) und den Sohn Maximilian (1802–1850).
Maria Magdalena verband sich 1808 mit dem Prinzen Karl Theodor von Isenburg, Sohn des bayerischen Generalleutnants Friedrich Wilhelm zu Isenburg und Büdingen (1730–1804) und seiner Gattin Karoline Franziska Dorothea von Parkstein (1762–1816), einer natürlichen Tochter des Kurfürsten Karl Theodor von Kurpfalz-Bayern. Eine Tochter aus dieser Verbindung heiratete später den österreichischen Ministerpräsidenten Karl Ferdinand von Buol-Schauenstein.
Der Sohn Maximilian bekleidete das Amt eines bayerischen Kämmerers. Mit ihm zusammen erwarb Josepha Ursula von Herding das Dalberg’sche Schloss in Nierstein. Sie ließen es umbauen und dort eine prächtige, völlig im Nazarenerstil ausgemalte Kapelle errichten, welche heute zu den ganz besonderen Sehenswürdigkeiten des Ortes zählt. Der dazu beauftragte Künstler war Jakob Götzenberger aus Heidelberg.
Josepha Ursula von Herding starb 1849 in ihrem Mannheimer Palais L 1, 2, der ehemaligen Lotteriezentrale ihres Vaters, und wurde in der unmittelbar daneben liegenden Augustiner-Chorfrauen-Kirche bestattet. Als man diese 1898 profanierte, bettete man ihre Gebeine, mit Resten anderer dort Bestatteter, auf den Hauptfriedhof Mannheim um und legte für sie ein Gemeinschaftsgrab an. Dort ruht auch der Sohn Maximilian von Herding. Freifrau von Herding stiftete u. a. testamentarisch 6000 Gulden für das Stadtkrankenhaus Mannheim.